# Austrodecus fagei
Austrodecus fagei là một loài nhện biển trong họ Austrodecidae. Loài này thuộc chi Austrodecus. Austrodecus fagei được miêu tả khoa học năm 1957 bởi Stock.